# Erpeldingen an der Sauer

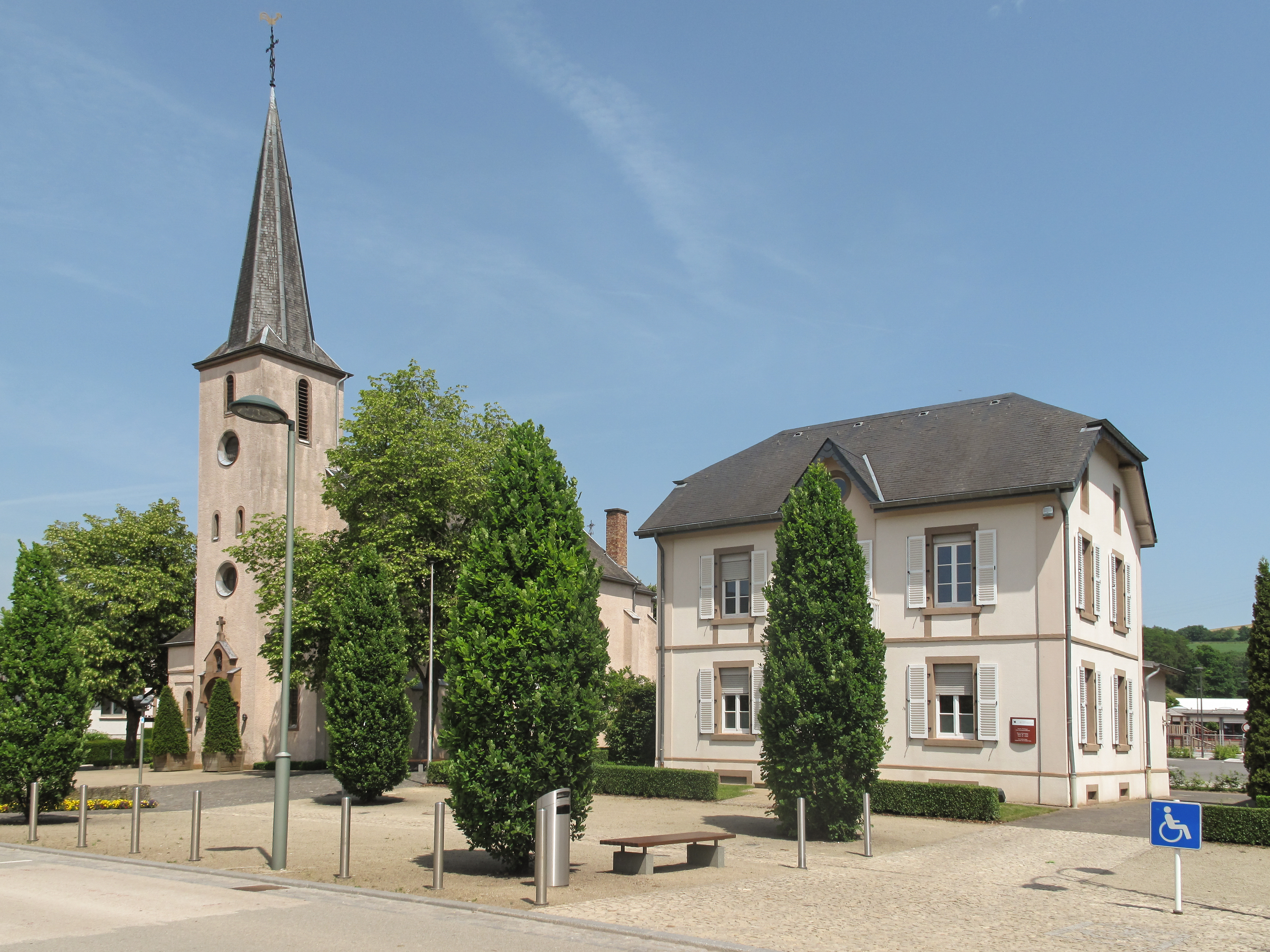
Erpeldange, Kirche (l’église de la Conversion-de-Saint-Paul) in die Strasse

Erpeldingen an der Sauer (luxemburgisch Ierpeldeng un der Sauer, französisch Erpeldange-sur-Sûre) ist eine Gemeinde im Großherzogtum Luxemburg und gehört zum Kanton Diekirch. Zusammen mit den Gemeinden Bettendorf, Colmar-Berg, Diekirch, Ettelbrück und Schieren bildet Erpeldingen den Kern der Nordstad. Diese Region gilt neben den Städten Luxemburg und Esch an der Alzette als dritter Entwicklungspol des Großherzogtums.

## Geographische Lage
Die Gemeinde Erpeldingen befindet sich im Nordosten Luxemburgs und liegt an den Ufern der Sauer. Zusammen mit seinen Nachbargemeinden bildet Erpeldingen die Grenze zu den luxemburgischen Ardennen (dem Ösling).

## Gemeindegliederung
Die Gemeinde gliedert sich in folgende drei Ortsteile:
| deutscher Name           | luxemburgischer Name    | französischer Name  |
| ------------------------ | ----------------------- | ------------------- |
| Bürden                   | Bierden                 | Burden              |
| Erpeldingen an der Sauer | Ierpeldeng un der Sauer | Erpeldange-sur-Sûre |
| Ingeldorf                | Angelduerf              | Ingeldorf           |

## Geschichte
Die Gegend um Erpeldingen war schon zu gallo-römischen Zeiten bewohnt. Wie viele Dörfer, deren Name auf „-ingen“ endet, wurde Erpeldingen zwischen dem 6. und 9. Jahrhundert gegründet, als sich Franken in dieser Gegend niederließen.
Erpeldingen taucht in schriftlicher Form erstmals in einem Akt von 1247 auf, in dem die Ritter Frédéric und Gérard von Erpeldange genannt werden. Im 12. Jahrhundert wurde das Schloss als Wasserburg gebaut. Nach mehrmaligem Wechsel der Besitzer wurde es 1983 vom Luxemburger Staat aufgekauft. Heute ist in dem Gebäude die Gemeindeverwaltung untergebracht.

### Die Gemeinde Erpeldingen
Nach der Französischen Revolution, als Luxemburg Teil des französischen Département Forêts wurde, entstand eine neue Zivil-Organisation. Unter anderem wurden 1795 die Gemeinden eingeführt und Erpeldange in die Sektion der Gemeinde Diekirch eingegliedert. 1823 wurden die Gemeindegrenzen überarbeitet und Erpeldange wurde zusammen mit Ingeldorf Teil der Gemeinde Ettelbrück.
Auf Wunsch der Bevölkerung und durch ein Gesetz vom 22. Januar 1850 wurde Erpeldingen eine eigenständige Gemeinde, die aus den Ortschaften Erpeldingen und Ingeldorf bestand. Bürden wurde 1906 als dritte Ortschaft in die Gemeinde aufgenommen.
Am 1. Januar 2015 wurde die Gemeinde in „Erpeldingen an der Sauer“ umbenannt.

## Sehenswertes
- Schloss Erpeldingen

## Persönlichkeiten
- Leandro Barreiro (* 2000), Fußballspieler